# Bridge
Il bridge è un gioco di carte, diffuso a livello mondiale, di cui si organizzano tornei, nazionali e internazionali, campionati mondiali e olimpiadi: ogni giorno vengono organizzate numerosissime competizioni di bridge duplicato a vari livelli, dai piccoli tornei serali nei club ai campionati nazionali e mondiali.
Giocato da quattro giocatori che formano due coppie contrapposte, il gioco è composto di due fasi, la dichiarazione (o licitazione) e il gioco della carta. La dichiarazione termina con un contratto, vale a dire con l'impegno da parte di una delle due coppie di conseguire un determinato numero di prese (sottintendendo la base minimale di 6 prese), presupponendo che un determinato seme sia assunto come briscola (atout) oppure che si giochi senza briscola (in francese: sans atout - abbreviato SA, in inglese: no trumps - abbreviato NT), in base al valore convenzionale dato alle singole carte.
Le regole del gioco sono simili a quelli di altri giochi "a prese" (come per esempio il tressette) con la particolarità che il giocatore che si è aggiudicato il contratto muove anche le carte del compagno (detto morto) che sono distese sul tavolo e visibili a tutti. Può essere giocato nella forma di partita libera (Rubber Bridge) o in quella di bridge duplicato, utilizzata nelle gare fra coppie o fra squadre di due coppie. Gran parte della popolarità del bridge è dovuta alla forma del "duplicato" che, attraverso appunto la duplicazione delle smazzate, consente di organizzare competizioni in cui i giocatori si confrontano sulle stesse distribuzioni di carte in modo che il ruolo della fortuna venga sensibilmente ridotto.

## Etimologia
Diverse sono le ipotesi sulle origini terminologiche del nome:
- Secondo alcuni il termine "bridge" deriverebbe dal fatto che fra i due compagni di una coppia si crea, mediante la licitazione o dichiarazione, un "ponte comunicativo" e da questo "ponte" sarebbe appunto derivato il termine.
- Secondo altri esperti di etimologia, il termine bridge deriverebbe da biritch, termine russo di un gioco di carte del XIX secolo, giudicato da alcuni antesignano del bridge moderno.
- un'altra ipotesi, fra le più accreditate, è quella che lo fa derivare dal turco bir-üç, o "uno-tre", forse in riferimento alle carte scoperte di un giocatore, mentre gli altri tre le hanno coperte.
- Un'altra teoria è che la parola derivi dallo slavo bric (tagliare), da cui trarrebbe origine anche la briscola.
- Un'ulteriore teoria dell'etimologia della parola è quella della derivazione dall'arabo biric che significa "banditore".

## Storia
Antenato del bridge è il "Whist", praticato in Inghilterra dal XVI secolo e molto diffuso a partire dall'Ottocento.
Ad una prima fase, durante la quale si giocava fra tre giocatori e ancora non esisteva la dichiarazione, seguì nel 1873 la nascita del "Whistbridge", che si giocava tra quattro giocatori divisi in due coppie. 
Il whistbridge gradualmente si trasformò, anche per gli influssi del biritch, e nel 1904 nacque l'auction bridge, nel quale venne introdotta la dichiarazione.
Un'altra variante, il Plafond Bridge, fu introdotta nel 1918 in Francia e nel 1925 nacque il "Contract Bridge" (Bridge Contratto), le cui regole sono quelle ancora oggi in vigore e che fu codificato dallo statunitense Harold Stirling Vanderbilt.
Successivamente il gioco prese rapidamente piede negli Stati Uniti, anche grazie ad Ely Culbertson, autore di vari libri di gioco e fondatore, nel 1929, della prima rivista specializzata, Bridge World.
In Italia durante il fascismo fu chiamato "Il Ponte" come riportano manuali degli anni trenta.
Il bridge moderno nasce in Italia quando Eugenio Chiaradia, soprannominato 'o professore per la sua magistrale capacità di gioco e di analisi, rivoluzionò il gioco con il sistema che, assegnando un significato convenzionale all'apertura di "1 Fiori" e in onore della sua città, fu chiamato "Fiori napoletano".
Il CONI ha riconosciuto il bridge come attività sportiva (disciplina associata) nel 1993.

## Regole
Il bridge si gioca tra 4 giocatori con un mazzo da 52 carte francesi. I giocatori che giocano insieme e formano una coppia si siedono uno di fronte all'altro. Le due coppie prendono il nome dei punti cardinali: Nord/Sud giocano contro Est/Ovest. L'ordine gerarchico delle carte, dalla più alta alla più bassa, è il seguente: asso, re, donna, fante, 10, 9, 8, 7, 6, 5, 4, 3, 2. Una sessione di gioco si svolge in più mani (vale a dire distribuzioni di carte); il gioco, preceduto dalla distribuzione, consiste di due fasi principali: la dichiarazione, che determina il contratto (vale a dire il seme di atout e il numero di prese che una coppia si impegna a fare) e il gioco della carta.  La presa consiste nell'insieme delle quattro carte giocate a turno dai giocatori, per cui in ogni mano ci sono 13 prese possibili. Lo scopo del gioco è ottenere il maggior numero di punti. Il punteggio è influenzato da due fattori: il contratto e il numero di prese effettivamente conseguito.  In generale c'è un incentivo a dichiarare accuratamente il contratto ottimale e a conseguire poi le prese nella fase di gioco.

### Distribuzione
Il mazziere (a rotazione ciascuno dei quattro giocatori, partendo solitamente da colui che in un preventivo sorteggio ha preso la carta più alta), dopo aver mescolato le carte e fatto tagliare il mazzo dal suo avversario di destra, le distribuisce una alla volta, partendo dal giocatore alla propria sinistra. Tutti i movimenti del bridge si svolgono quindi in senso orario. Ogni giocatore riceve, in questo modo, tredici carte che sistemerà in mano divise nei quattro semi.
Nel bridge duplicato le carte sono smazzate una sola volta all'inizio della sessione e imbussolate in appositi astucci (board). Durante la partita, le carte vengono solo mostrate, senza mescolarle al centro del tavolo come in altri giochi di carte, in modo che a fine partita possono essere facilmente rimbussolate negli astucci secondo la distribuzione originale. Gli astucci vengono poi passati a un altro tavolo per essere giocati di nuovo. In molte competizioni le carte sono già imbussolate da speciali macchine o vengono predisposte a mano da altri giocatori secondo uno schema prefissato (ignoto a tutti i concorrenti).

### Dichiarazione
La "dichiarazione" o "licitazione" ha lo scopo di determinare il contratto vale a dire il seme della briscola (atout) valida per la mano in questione e il numero di prese che una delle due coppie si impegna a realizzare (espresso come numero di prese in più rispetto a 6, dato che si sottintende che per ottenere un contratto bisogna realizzare più prese della coppia avversaria, quindi almeno 7 su 13 disponibili).
Durante la dichiarazione i giocatori licitano (cioè effettuano una licita, ossia una proposta di contratto) a turno. Il primo a licitare (o dichiarare) è il mazziere, quindi si procede in senso orario. Ogni giocatore può passare o effettuare una licita che superi, per numero di prese o per rango del seme, l'ultima effettuata da altri. Il rango dei semi è, in ordine crescente, il seguente: fiori (♣), quadri (♦), cuori (♥) e picche (♠); ancora superiore è il rango delle licite a senza atout. Per esempio se l'ultima licita è stata "2 cuori" (con cui ci si impegna a realizzare 8 prese con atout cuori) il giocatore successivo può dichiarare p.es. "2 picche" o "2 senza atout" o "3 fiori", ma non p.es. "2 fiori" o "2 quadri".
Nel caso in cui un giocatore della coppia avversaria a quella che ha fatto l'ultima licita ritenga improbabile che quest'ultima riesca a realizzare le prese dichiarate, può rilanciare dichiarando contro (in francese: contre, in inglese: double), che raddoppia il valore del contratto e delle penalità; la licita viene detta contrata. Se lo ritiene opportuno, un giocatore della coppia che ha fatto l'ultima licita contrata può dichiarare surcontro (in francese: surcontre, in inglese: redouble), che ha lo scopo di quadruplicare il contratto e le penalità; la licita viene detta surcontrata. Il contro e il surcontro vengono annullati se successivamente viene fatta un'altra licita; inoltre non è possibile surcontrare una licita non precedentemente contrata.
Bisogna tenere presente che esistono diversi sistemi di licitazione, in cui le dichiarazioni iniziali non sono effettivi impegni a realizzare il contratto relativo, ma strumenti per dare informazioni al compagno sulla forza e distribuzione delle carte nella mano, in modo da giungere poi al contratto più conveniente. Le licite che non corrispondono ad un effettivo impegno a realizzare il relativo contratto sono dette convenzionali, per distinguerle da quelle naturali che corrispondono alla effettiva volontà di realizzare il relativo contratto; anche il contro e il surcontro possono assumere valore di dichiarazioni convenzionali. In Italia si sta cercando di creare un codice standard per tutti i giocatori chiamato "Quinta italiana".
La fase di dichiarazione termina dopo tre passi consecutivi; tale fase può quindi durare uno o più giri di dichiarazioni, e uno stesso giocatore può dichiarare più di una volta, anche dopo aver passato al giro precedente. La coppia che ha dichiarato la licita maggiore si aggiudica il contratto ed è detta linea in attacco, pertanto impone il seme del contratto (che può essere uno dei semi di atout o senza atout) e ottiene il diritto di provare a realizzare le prese dichiarate. L'altra coppia (la linea in difesa) cercherà di impedire agli avversari di mantenere il proprio impegno. Il giocatore della coppia che si è aggiudicata il contratto e che per primo ha nominato il seme del contratto è detto dichiarante (questi può non corrispondere al giocatore che ha dichiarato la licita del contratto); il suo compagno non partecipa al successivo gioco della carta ed è detto morto.
Se tutti e quattro i giocatori inizialmente passano, la mano non viene giocata e si passa al successivo mazziere in senso orario che distribuisce una nuova mano.
Durante le competizioni vengono di norma utilizzati per la dichiarazione degli speciali cartoncini raccolti in una scatola (bidding box). Invece di pronunciare la propria chiamata, ogni giocatore al proprio turno estrae dalla scatola il cartoncino corrispondente e lo dispone sul tavolo davanti a sé senza nascondere i precedenti. In questo modo si evitano contestazioni sulla sequenza licitativa, si eliminano le informazioni involontariamente trasmesse col tono della voce e soprattutto si evita che le chiamate possano essere udite dai tavoli vicini.
È importante sottolineare che il meccanismo del punteggio tende a premiare, anche in maniera rilevante, gli impegni più elevati per cui, nonostante la licitazione possa assomigliare ad un'asta, non sempre la linea ha l'interesse a terminare la licitazione quando la coppia avversaria passa.

### Gioco della carta
Il gioco della carta comincia con la calata (o giocata) della carta di attacco da parte del giocatore della linea in difesa alla sinistra del dichiarante, dopo di che il morto disporrà tutte le sue carte visibili sul tavolo e non parteciperà attivamente alla fase di gioco della carta, in quanto le sue carte verranno giocate dal dichiarante. Tuttavia, spesso il giocatore nel ruolo del morto gioca le carte che ha davanti seguendo le indicazioni verbali del compagno, ma senza potere dare suggerimenti.
Durante il gioco della carta, ogni giocatore cala una carta alla volta in senso orario e il giro si completa quando ognuno dei quattro giocatori ha calato la propria carta. Per quanto esposto sopra, il primo giro si differenzia dai successivi in quanto la carta di attacco viene calata al buio, cioè senza conoscere la distribuzione delle carte del morto.
Regola fondamentale del gioco è che si debba rispondere nel seme di uscita del primo giocatore: p.es. se il primo giocatore cala una carta di fiori, tutti gli altri devono giocare se possibile una carta di fiori. Nel caso che un giocatore non sia in grado di rispondere nel seme, può giocare una carta di qualsiasi altro seme, incluso quello di atout (se il contratto è ad atout). La presa spetta al giocatore che ha calato la carta più alta nel seme di uscita, a meno che non sia stato giocato almeno un atout, nel qual caso predomina la carta più alta di atout. L'uscita del giro successivo spetta al giocatore che ha ottenuto la presa precedente.
La linea in attacco rispetta il contratto, ed ottiene quindi il relativo punteggio, soltanto se realizza un numero di prese uguale o superiore alla dichiarazione del contratto. In caso contrario il punteggio sarà attribuito alla linea in difesa (non esistono punteggi negativi in caso di mancato rispetto del contratto).

### Punteggio
Il punteggio è diverso a seconda che ci si trovi in partita libera o in competizione. In entrambi i casi, si utilizza una tabella per i punteggi (scorecard) con due colonne (una per coppia) e diverse linee orizzontali (righe).

#### Partita libera
In partita libera, la tabella per i punteggi inizialmente è composta da una sola riga. L'incontro (in inglese: rubber) è suddiviso in giochi (in inglese: games) o manche.
Una coppia si aggiudica una manche quando totalizza, con una o più mani, almeno 100 punti sotto la riga (ossia tramite punteggi ottenuti con contratti dichiarati e fatti, esclusi i bonus e le prese in più). Al termine di ogni manche, si tira una nuova riga sotto l'ultimo punteggio e gli eventuali punti ottenuti dall'altra coppia sopra tale linea non concorrono alla successiva manche (cioè entrambe le coppie ripartono da zero).
La coppia che per prima si aggiudica 2 manche determina la fine dell'incontro (che quindi può essere costituito al massimo da 3 manche, se il risultato finale fosse 2-1) e si aggiudica il bonus per l'incontro.
Una coppia che non si è ancora aggiudicata una manche è detta in prima (o non in zona), una coppia che si è già aggiudicata una manche è detta in seconda (o in zona). I premi e le penalità sono maggiori in seconda rispetto che in prima.
L'incontro viene vinto dalla coppia che ha totalizzato più punti, conteggiando sia quelli sopra che quelli sotto le righe. Anche se normalmente la coppia che si è aggiudicata 2 manche ottiene i maggiori punti, può accadere in casi particolari (slam, contratti non rispettati, ecc.) che risulti alla fine vincente la coppia che si è aggiudicata meno manche.
I punti validi per la manche, registrati nella parte inferiore della scorecard (sotto la riga), sono ottenuti nel seguente modo:
- 30 punti per ogni presa dichiarata a picche o a cuori (semi nobili)
- 20 punti per ogni presa dichiarata a quadri o a fiori (semi minori)
- 40 punti per la prima presa dichiarata a senza
- 30 punti per le prese a senza dichiarate oltre la prima (cioè un contratto di 2 SA vale 40+30=70 punti)

Per vincere una manche in una sola mano è necessario quindi dichiarare e realizzare un contratto di 3 SA, 4 cuori / picche, oppure 5 fiori / quadri. I contratti contrati o surcontrati mantenuti rispettivamente raddoppiano o quadruplicano il punteggio.
Oltre ai punti validi per la manche, vengono attribuiti bonus registrati nella parte superiore della scorecard (sopra la riga):
- 30 punti per ogni presa in più a picche o a cuori o a SA in contratti semplici (non contrati/surcontrati)
- 20 punti per ogni presa in più a quadri o a fiori in contratti semplici
- 50/100 punti di premio per ogni contratto rispettivamente contrato/surcontrato
- 100/200 punti per ogni presa in più in contratti rispettivamente contrati/surcontrati in prima
- 200/400 punti per ogni presa in più in contratti rispettivamente contrati/surcontrati in seconda
- 500 punti per un piccolo slam (12 prese dichiarate e realizzate) in prima
- 750 punti per un piccolo slam (12 prese dichiarate e realizzate) in seconda
- 1000 punti per un grande slam (13 prese dichiarate e realizzate) in prima
- 1500 punti per un grande slam (13 prese dichiarate e realizzate) in seconda

Le prese in meno comportano delle penalità registrate anch'esse nella parte superiore della scorecard, dalla parte degli avversari:
- in prima
  - contratto non contrato: 50 punti per ogni presa
  - contratto contrato: 100 punti per la prima presa, 200 punti ognuna per la seconda e la terza, 300 punti ognuna per le successive
  - contratto surcontrato: 200 punti per la prima presa, 400 punti ognuna per la seconda e la terza, 600 punti ognuna per le successive
- in seconda
  - contratto non contrato: 100 punti per ogni presa
  - contratto contrato: 200 punti per la prima presa, 300 punti ognuna le successive
  - contratto surcontrato: 400 punti per la prima presa, 600 punti ognuna le successive

Al termine dell'incontro viene poi assegnato un premio alla coppia che ha vinto 2 manche pari a 500 punti con 2 manche a 1, o pari a 700 punti con 2 manche a 0.
Indipendentemente dal risultato della mano, possono essere attribuiti inoltre i cosiddetti punti onori sopra la riga:
- 100 punti se nella linea in attacco sono presenti 4 dei 5 onori maggiori (A,R,D,F,10) del seme di atout
- 150 punti se nella linea in attacco sono presenti i 5 onori maggiori (A,R,D,F,10) del seme di atout
- 150 punti se nella linea in attacco sono presenti i 4 assi nei contratti a senza

I punti onori sono assegnati salvo che per accordo tra le coppie si decida di non considerarli. Infatti, essendo i punti onori indipendenti dalla realizzazione del contratto ma relativi solo alla distribuzione delle carte, non sono correlati al risultato del gioco da parte delle coppie.
In caso di incontro interrotto prima della vittoria di 2 manche da parte di una coppia, viene attribuito un premio di 50 punti per un parziale (cioè un punteggio sotto la riga inferiore a 100 ma superiore a quello degli avversari) e di 300 per una manche vinta contro zero. Se entrambe le coppie all'interruzione dell'incontro hanno vinto una manche si applica eventualmente il bonus del parziale per la manche in corso, altrimenti non si assegna nessun bonus.

#### Competizione
In caso di competizione ogni mano fa punteggio a sé indipendentemente dalle altre. Per differenziare il gioco, si assume una situazione di zona convenzionale per cui una o entrambe le coppie si considerano in seconda.
Per il resto il meccanismo del punteggio è analogo, salvo che in luogo del bonus finale, vengono attribuiti i seguenti premi:
- 50 punti per ogni contratto parziale mantenuto
- 50/100 punti di premio per ogni contratto contrato/surcontrato
- 300 punti per ogni contratto di manche (almeno 100 punti sotto la linea) mantenuto in prima
- 500 punti per ogni contratto di manche Mantenuto in seconda
- 500/750 punti per un piccolo slam mantenuto in prima/in seconda
- 1000/1500 punti per un grande slam mantenuto in prima/in seconda

Inoltre non vengono assegnati i punti onori

## Torneo
Il bridge è l'unico gioco di carte classificato come "sport" ed è l'unico in cui le regole sono codificate a livello mondiale.
Il bridge è una disciplina associata del CONI con una sua federazione (F.I.G.B.). Come un altro "sport mentale", gli scacchi, non ha ancora avuto il riconoscimento di disciplina autonoma per partecipare alle Olimpiadi.
Ci sono due forme di gioco in torneo:
- il torneo a coppie dove i risultati sono confrontati tra le coppie che hanno giocato con le stesse carte della propria coppia (la metà delle coppie partecipanti); in questo caso, ovviamente, il fattore fortuna gioca un certo ruolo;
- il torneo a squadre (che usa lo stesso meccanismo di gioco del bridge duplicato, sfida organizzata tra 2 squadre di 4 giocatori ciascuna), dove il fattore fortuna viene completamente eliminato. Le due squadre giocano in due tavoli distinti posti in due stanze separate chiamate sala aperta (dove sono ammessi spettatori, gli angolisti, o kibitzers, lett. "ficcanasi") e sala chiusa, dove è ammesso l'ingresso dei soli giocatori. Le due squadre si confrontano tra loro: ogni squadra gioca esattamente con le stesse carte dell'altra. Le carte di ogni mano giocata in ogni sala (tipicamente 4 mani o loro multiplo) vengono poste in appositi contenitori (astucci o board). Alla fine del turno di gioco gli arbitri provvedono a scambiare i board giocati tra le due sale, che verranno giocati nuovamente a coppie invertite. Per cui le 2 squadre giocheranno 2 partite con la stessa distribuzione e si confronteranno i risultati ottenuti dalle due squadre che si sono cimentate a turno con le stesse carte.

Nei tornei (ma anche nei duplicati quando i tavoli sono a portata di voce) le dichiarazioni avvengono nel più rigoroso silenzio, grazie all'uso di cartoncini recanti le dichiarazioni, inserite in appositi contenitori (bidding boxes).
Inoltre, nei campionati più importanti, quali le Olimpiadi o i Campionati Europei e Mondiali, viene utilizzato il cosiddetto sipario: si tratta di una tavola generalmente in legno, posta nel verso diagonale del tavolo da gioco (ovvero, tra i due angoli opposti), alta quanto basta per impedire la vista del proprio compagno, consentendo al giocatore la vista dell'avversario alla sua sinistra, la quale presenta una fenditura nella parte bassa a contatto col tavolo da gioco, tale da permettere a tutti i giocatori l'esibizione dei cartoncini dichiarativi, e la visione delle carte del morto e di quelle giocate, non appena è terminata la fase dichiarativa e inizia la fase chiamata, appunto, del gioco della carta.
Lo scopo del sipario è quello, ovviamente, di non consentire l'emissione d'informazioni vietate tramite mimiche facciali, gestualità delle braccia/mani, ecc.

## Strategia del gioco

### Sistemi dichiarativi
La difficoltà maggiore nel gioco consiste nell'arrivare al miglior contratto. Nessun giocatore, per quanto abile, potrà riuscire a mantenere un contratto troppo elevato e viceversa, se non sono state dichiarate, le prese fatte in più sono di scarsa utilità.
È importante quindi che i compagni riescano a ottenere il maggior numero di informazioni circa le carte che possiedono. 
Per rendere più proficuo lo scambio di informazioni, sono utilizzati numerosi sistemi licitativi all'interno dei quali le varie dichiarazioni assumono significati codificati talvolta secondo logiche naturali, talvolta del tutto convenzionali.
Ogni sistema è basato innanzi tutto sulla valutazione della mano che avviene tenendo conto della distribuzione, vale a dire di come le carte sono ripartite nei vari semi, e delle carte alte (onori) possedute.

Per quest'ultimo aspetto viene spesso usata la scala di Milton-Work che assegna 4 punti agli Assi, 3 ai Re, 2 alle Donne e 1 ai Fanti in modo che un mazzo contenga quindi 40 punti.

### Tecniche di gioco
Le prese che è possibile effettuare possono essere classificate in varie categorie:
- prese di onore, ottenute giocando la carta più alta di un seme
- prese di taglio, ottenute tagliando una presa avversaria con un atout che altrimenti non avrebbe fatto presa
- prese di lunghezza, ottenute giocando carte franche, vale a dire di semi non più posseduti dagli avversari
- prese ottenute assumendo particolari disposizioni delle carte avversarie

Tutte le tecniche utilizzabili si possono ricondurre a uno di questi tipi.
Particolare importanza assume anche la conoscenza delle distribuzioni di probabilità con cui certe carte chiave possono trovarsi in una determinata mano degli avversari oppure sono distribuite fra le due mani.
Per esempio, se si possiede un re secondo in un seme, in assenza di altre informazioni potremo assumere di fare la presa nel 50% dei casi, a seconda di come è piazzato l'asso. Analogamente, se in un seme si hanno 8 carte potremo assumere che nel 68% dei casi i resti in mano agli avversari siano 3-2 (e quindi un fante in mano agli avversari sia in caduta).

#### Tecniche di base del dichiarante
- taglio
- tagli incrociati
- affrancamento
- sorpasso
- retta
- gestione dei rientri

#### Tecniche avanzate del dichiarante
- conto della mano
- colpo d'atout
- colpo in bianco, o lisciare
- evitare il lato pericoloso
- morto inverso
- eliminazione e messa in mano
- combinazioni di onori
- giochi di sicurezza
- rettifica del conto
- compressione

#### Tecniche di base per la difesa
- attacco
- quando giocare atout
- segnali

#### Tecniche avanzate per la difesa
- sblocco
- evitare la messa in mano e della compressione
- false carte
- conto della mano
- uppercut
- quando giocare atout

## In ambito matematico e formativo
I meriti del bridge dal punto di vista formativo, sia accademico che professionale, sono stati più volte messi in evidenza; spesso viene preso come esempio di studio nella teoria dei giochi e nel calcolo delle probabilità.

Molti personaggi hanno scritto sopra il bridge e le sue potenzialità di studio come ad esempio il matematico Émile Borel.

Di recente anche personaggi come Bill Gates e Warren Buffett si sono impegnati attivamente a diffonderne la conoscenza negli Stati Uniti.